# Kukailani
Kukailani (Kūkaʻilani; lani = "nebo") bio je havajski princ.
Njegovi roditelji su bili kralj Havaja Kealiiokaloa i njegova žena, kraljica Makua.
Kukailani je pripadao lozi poglavice Ulua te je prema mitu bio potomak boga Vakee.
Nakon šta je Kealiiokaloa umro, nasledio ga je njegov brat Keave Nui-a-Umi, premda je Kukailani bio krunski princ. Međutim, Kukailani je bio tek dečak te je Keave smatrao da nije primereno da dečak postane vladar.
Kukailani je oženio svoju polusestru Kaohukiokalani; njihov brak se smatrao svetim. (Brak brata i sestre na drevnim Havajima bio je "sveta veza" iz koje su se rađali vladari.)
Kukailani i Kaohukiokalani bili su roditelji kraljice Havaja Kaikilani te princa Makakaualiija, koji je rođen na Velikom ostrvu oko 1692. On je bio otac poglavice Ivikauikaue.